# Adoxa moschatellina
Adoxa moschatellina és una espècie de planta amb flors del gènere Adoxa dins la família de les viburnàcies (Viburnaceae). Es distribueixen per Europa, Àsia, i Nord-amèrica, en boscos freds, a baixa altitud en el nord i a altes altituds en les muntanyes del sud. Les flors i les plantes emeten una olor de mesquer al caure la tarda. Si la planta es trenca desapareix la seva olor. Floreixen a Europa a l'abril i maig.